# Know Your Meme
Know Your Meme (abreviado como KYM) es un sitio web dedicado a la recopilación, documentación e investigación de memes y fenómenos de internet. Además, posee un repositorio de imágenes y videos, una sección de noticias, un foro y un blog.

## Historia
Know Your Meme inicio en 2007 como un segmento recurrente del webcast diario Rocketboom, creado por Andrew Baron y Kenyatta Cheese. En noviembre de 2008, el sitio web fue lanzado por Jamie Wilkinson. En marzo de 2011, el sitio web fue adquirido por Cheezburger Network.

## Recepción
Las entradas de Know Your Meme suelen citarse en obras académicas y periodísticas relacionadas con la cibercultura. The Daily Dot y The Wall Street Journal describieron el sitio como «la Enciclopedia Británica» de los memes y la cultura de internet. La revista Time la incluyó en su lista de los 50 mejores sitios web de 2009.
En mayo de 2012, Know Your Meme ganó un premio Webby por elección del público en la categoría Blog-Cultural. En junio de 2014, el sitio fue incluido en el Programa de Archivo Web de la Biblioteca del Congreso de Estados Unidos. El Dr. Sean Rintel, quien escribió el blog The Automated Identity, describió la investigación de Know Your Meme como "lucrativo y autosuficiente, que mezcla lo humorístico y lo serio".